# Albert Caraco (écrivain)
Pour les articles homonymes, voir Albert Caraco et Caraco.
Albert Caraco, né le 8 juillet 1919 à Constantinople (aujourd'hui Istanbul) et mort le 7 septembre 1971 à Paris, est un penseur, philosophe, poète et écrivain franco-uruguayen, d'expression française et d'origine turque. Caraco a publié une œuvre volumineuse et radicale, souvent jugée comme nihiliste et pessimiste, comparée parfois à celle de Emil Cioran.

## Biographie
Fils de José Caraco et d'Elisa Schwarz, il est issu d'une famille juive séfarade installée en Turquie depuis quatre siècles. Après avoir vécu à Prague, Berlin et Vienne, ses parents se fixent un temps à Paris, où Caraco, leur fils unique, complète ses études au lycée Janson-de-Sailly. Par la suite, suivant les traces de son père qui est banquier, il étudie et obtient son diplôme de l'École des hautes études commerciales de Paris en 1939. À la veille de la Seconde Guerre mondiale, ses parents et lui se réfugient en Amérique du Sud : après Rio de Janeiro et Buenos Aires, c'est finalement à Montevideo qu'ils s'installent pour la durée du conflit européen ; là, ses parents se convertissent au catholicisme et prennent soin d'offrir à leur fils une éducation catholique. Sa famille prend la nationalité uruguayenne, nationalité qu'il gardera jusqu'à la fin de sa vie. À son retour en France une fois la guerre terminée, sa vision du monde en est profondément bouleversée. En 1963, la disparition de sa mère motive l'écriture de son ouvrage Post Mortem. Le 7 septembre 1971, en son domicile du 34 rue Jean-Giraudoux, il se suicide quelques heures après la mort de son père, conformément à l'esprit de son œuvre.
Il s'exprime couramment en quatre langues – français, allemand, anglais et espagnol –, et bien que ses écrits soient rédigés en français, il n'est pas rare de trouver sous sa plume certaines phrases, des paragraphes, voire des pages entières, dans une autre de ces langues. Légataire spirituel et littéraire du Grand Siècle français et des Lumières, Caraco se réclame d'un classicisme tranchant net avec la stylistique moderne.
Auteur prolifique, Caraco demeure ignoré du grand public en raison peut-être de l'intransigeance de ses écrits, et de ses opinions controversées et propos intempestifs propres à choquer[réf. souhaitée]. Un éditeur suisse, L'Âge d'Homme, entreprendra cependant de publier l'ensemble de son œuvre.
Le 28 mars 1991, dans la série "Douleurs, une littérature de francs-tireurs" des "Chemins de la connaissance", France-Culture diffuse une émission qui lui est consacrée, produite par Catherine Soullard qui reçoit Vladimir Dimitrijević, directeur des éditions L'Âge d'Homme.

## Œuvres

### Littérature
- Inès de Castro. Les Martyrs de Cordoue, Rio de Janeiro, Bel-Air, 1941
- Le Cycle de Jeanne d'Arc et quelques poèmes et illustrations, Buenos Aires, Editorial Argentina Aristides Quillet, 1941
- Le Mystère d'Eusèbe, Buenos Aires, Editorial Argentina Aristides Quillet, 1942
- Contes. Retour de Xerxès, Buenos Aires, Editorial Argentina Aristides Quillet, 1943
- Le livre des combats de l'âme, Paris, E. de Boccard, 1949Prix Edgar Poe 1950, décerné par la Maison de Poésie[8]
- Post Mortem, Lausanne, L'Âge d'Homme, coll. « La Merveilleuse Collection », 1968
  - Réédition : Madame Mère est morte, Paris, Lettres Vives, coll. « Entre 4 yeux », 1983
  - Réédition : Post Mortem, Lausanne, L'Âge d'Homme, coll. « Révizor », 2012  (ISBN 9782825141588)

### Philosophie
- L'école des intransigeants (Rébellion pour l'Ordre), Paris, Nagel, 1952
- Le désirable et le sublime, Neuchâtel, La Baconnière, 1953
- Foi, valeur et besoin, Paris, E. de Boccard, 1957
- Apologie d'Israël. Tome 1 : Plaidoyer pour les indéfendables, Paris, Librairie Fischbacher, 1957
- Apologie d'Israël. Tome 2 : La marche à travers les ruines, Paris, Librairie Fischbacher, 1957
- Huit essais sur le mal, Neuchâtel, La Baconnière, 1965
- Le tombeau de l'histoire, Neuchâtel, La Baconnière, 1966
- Les races et les classes, Lausanne, L'Âge d'Homme, 1967
- La luxure et la mort, Lausanne, L'Âge d'Homme, 1968
- L'ordre et le sexe, Lausanne, L'Âge d'Homme, 1970
- Obéissance ou servitude, Lausanne, L'Âge d'Homme, 1974
- Essai sur les limites de l'esprit humain, Lausanne, L'Âge d'Homme, 1982
- Écrits sur la religion, Lausanne, L'Âge d'Homme, 1984

### Autres
- L'art et les nations, Neuchâtel, La Baconnière, 1965
- Le galant homme : Un livre de civilité, Neuchâtel, La Baconnière, 1967
- Simples remarques sur la France, Lausanne, L'Âge d'Homme, 1975
- La France baroque, Lausanne, L'Âge d'Homme, 1975
- Ma confession, Lausanne, L'Âge d'Homme, 1975
- L'homme de lettres : Un art d'écrire, Lausanne, L'Âge d'Homme, 1976
- Bréviaire du chaos, Lausanne, L'Âge d'Homme, coll. « Le Bruit du Temps », 1982
  - Réédition : Lausanne, L'Âge d'Homme, coll. « Amers », 1999  (ISBN 2-8251-0989-4)
  - Réédition : Lausanne, L'Âge d'Homme, coll. « Révizor », 2014  (ISBN 9782825144213)
- Supplément à la Psychopathia Sexualis, Lausanne, L'Âge d'Homme, coll. « Le Bruit du Temps », 1983
  - Réédition : Lausanne, L'Âge d'Homme, coll. « Révizor », 2014  (ISBN 9782825143421)
- Abécédaire de Martin-Bâton, Lausanne, L'Âge d'Homme, coll. « La Fronde », 1994

### Journaux
- Le semainier de l'agonie : Le semainier de 1963 suivi de Post Mortem, Lausanne, L'Âge d'Homme, 1985
- Semainier de l'an 1969 : du 10 mars au 27 juillet, Lausanne, L'Âge d'Homme, 1985
- Semainier de l'incertitude, Lausanne, L'Âge d'Homme, 1994
- Journal d'une année : Octobre 1957 - Octobre 1958, Lausanne, L'Âge d'Homme, 2004

#### Écrivains apparentés
- Emil Cioran
- Nicolás Gómez Dávila

#### Thématiques
- Nihilisme
- Pessimisme
- Suicide et philosophie